# Gabriela Potorac
Gabriela Potorac född den 6 februari 1973 i Bacău, Rumänien, är en rumänsk gymnast.
Hon tog OS-silver i lagmångkampen, OS-silver i hopp och OS-brons i bom i samband med de olympiska gymnastiktävlingarna 1988 i Seoul.

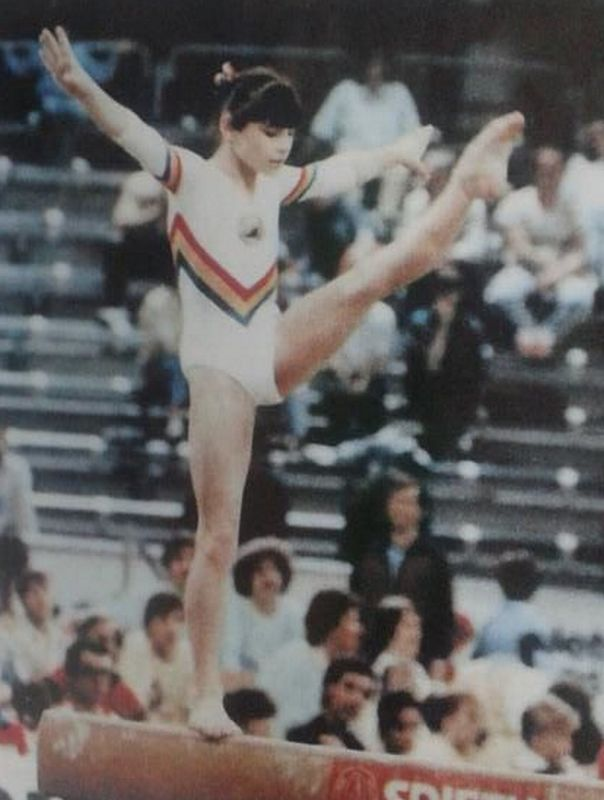
Gabriela Potorac 1988.